# Rarámuris de Chihuahua
Los Rarámuris de Chihuahua son un equipo mexicano de fútbol americano con sede en Chihauhua, Chihuahua. Compiten en la International Football Alliance. Actualmente el equipo es comandado por el exentrenador de los Caudillos de Chihuahua, Mauricio Balderrama.

## Historia
Inicialmente la creación del equipo fue anunciada el 19 de agosto de 2020, como una nueva expansión de la Liga Fútbol Americano de México (FAM), para debutar en lo que sería la temporada 2021 en el lugar que dejaron vacantes los Centauros de Ciudad Juárez.
Poco antes de iniciada la temporada 2022, la Liga de Fútbol Americano de México (FAM) anunció a otra franquicia en Ciudad Juárez y nada se supo de los Rarámuris que finalmente no participaron hasta que el 21 de mayo del 2022, durante el medio tiempo del Tazón México V, se anunció que el equipo sería la nueva franquicia de expansión de la Liga de Fútbol Americano Profesional (LFA) para debutar en la temporada 2023 siendo liderados por el entrenador Mauricio Balderrama.
El 11 de julio de 2022, en rueda de prensa se hizo la presentación del uniforme del equipo y se confirmó que el equipo jugará como local en la ciudad de Chihuahua, usando el Estadio Olímpico Universitario de la Universidad Autónoma de Chihuahua. El 4 de noviembre de ese año el equipo anunció que el equipo no formaría parte de la Temporada 2023 de la LFA.

### Integración a la International Football Alliance (IFA)
El 15 de mayo de 2023 se anunció que el equipo participaría en la International Football Alliance a partir de su temporada 2024 junto a equipos de México y los Estados Unidos.